# Champagne (provins)
 For alternative betydninger, se Champagne (flertydig). (Se også artikler, som begynder med Champagne)
 Champagne  er en historisk provins i det nordøstlige Frankrig og er bedst kendt som hjemsted for den boblende vin champagne. Provinsen blev grundlagt i 1065 omkring byen Provins af områder fra det middelalderlige kongerige Austrasien.
 Der er for få eller ingen kildehenvisninger i denne artikel, hvilket er et problem. Du kan hjælpe ved at angive troværdige kilder til de påstande, som fremføres i artiklen.

49°N 4°Ø / 49°N 4°Ø